# Jamie-Lynn Sigler
Jamie-Lynn Sigler (Jericho (New York), 15 mei 1981) is een Amerikaans actrice. Ze won zowel in 2000 als in 2008 een Screen Actors Guild Award samen met de gehele cast van de misdaadserie The Sopranos, waarin ze zes seizoenen maffiadochter Meadow Soprano speelde. Ze maakte haar film- en acteerdebuut in 1998, als Angie in het misdaaddrama A Brooklyn State of Mind.
Sigler is het jongste kind van de Cubaanse Connie Lopez en de Roemeens-Griekse Steve Sigler, die eerder haar broers Adam en Brian kregen.

## Filmografie
*Exclusief televisiefilms
- Justice (2017)
- Anatomy of the Tide (2013)
- Divorce Invitation (2012)
- I Do (2012)
- Jewtopia (2012)
- Son of Morning (2011)
- Beneath the Dark (2010)
- New York City Serenade (2007)
- Dark Ride (2006)
- Homie Spumoni (2006)
- Love Wrecked (2005)
- Extreme Dating (2004)
- Death of a Dynasty (2003)
- Campfire Stories (2001)
- A Brooklyn State of Mind (1997)

## Televisieseries
*Exclusief eenmalige gastrollen
- Guys with Kids - Emily (2012-2013, achttien afleveringen)
- Ugly Betty - Natalie (2009, vijf afleveringen)
- Entourage - zichzelf (2008-2009, dertien afleveringen)
- The Sopranos - Meadow Soprano (1999-2007, 86 afleveringen)
- Higglytown Heroes - stem Ms. Fern (2005-2007, drie afleveringen)
- Will & Grace - Ro (2004, twee afleveringen)

## Privé
Sigler trouwde in 2003 met haar voormalige manager A.J. Discala en nam daarbij zijn achternaam aan, maar scheidde in 2006 van hem en ging opnieuw Sigler heten. Op 28 augustus 2013 beviel ze van zoon Beau, die ze kreeg met honkballer Cutter Dykstra.

## Trivia
- Sigler bracht in 2001 als zangeres de cd Here to Heaven uit.
- Sigler leed in de jaren 90 een tijd aan een eetstoornis, waarover ze openheid gaf in haar samen met auteur Sheryl Berk geschreven autobiografie Wise Girl: What I've Learned About Life, Love, and Loss. Mede naar aanleiding hiervan werd ze later een van de spreeksters voor de National Eating Disorders Association.
- In 2002 verscheen ze in de videoclip die hoort bij het nummer Through the Rain van Mariah Carey.
- Sigler is net als Molly Sims een iets te verleidelijke verschijning voor de zangers van The Lonely Island in de videoclip bij hun humoristische liedje Jizz In My Pants.